# Рясянен, Вели
Вели Йоханнес Пааво Бартоломеус Ря́сянен (фин. Veli Johannes Paavo Bartholomeus Räsänen, 1888—1953) — финский лихенолог, исследователь лихенофлоры Финляндии, автор системы классификации лишайников (1943).

## Биография
Родился 24 августа 1888 года в Симо, отец — учитель. Образование получал в Кеми, затем — в Оулу, поступил в Гельсингфорсский университет, который окончил в 1913 году. Преподавал в школах и сельскохозяйственных училищах в Куркиёки и Куопио, в 1922 году — в звании ассистента в Университете Турку.
В 1913 году по предложению Каарло Линколы стал изучать лихенофлору Финляндии. С 1915 года выпускал серии эксикатов финских лишайников.
В 1927 году защитил диссертацию доктора, в которой рассматривал закономерности экологии и распространения лишайников в западной части Северной Финляндии.
Описал свыше 350 новых видов лишайников. Помимо лихенофлоры Финляндии также изучал лишайники СССР, Японии, Румынии, Греции, Венгрии, США, Аргентины, Чили, Уругвая, сборы которых ему, как правило, предоставляли другие учёные (сам Рясянен путешествовал вне Финляндии мало, в 1927 и 1929 годах изучал лишайники Эстонии). Наиболее важные исследования посвящены родам Cetraria, Cornicularia, Rhizocarpon, Usnea. Ряд работ учёного посвящён лишайникам побережья Ладожского озера, окрестностей Петсамо.
Скончался 16 июля 1953 года.

## Некоторые публикации
- Räsänen, V. Die Flechtenflora des Gebiets Ostrobottnia borealis // Annales botanici Societatis zoologicae-botanicae Fennicae Vanamo. — 1926. — Vol. 3(8). — P. 268—349.
- Räsänen, V. Die Flechten Estlands // Annales Academiae Scientiarum Fennicae. Ser. A. — 1931. — Vol. 34(4). — P. 1—162.
- Räsänen, V. Die Flechtenflora der nordlichen Kustengegend am Laatokka-See // Annales botanici Societatis zoologicae-botanicae Fennicae Vanamo. — 1939. — Vol. 12(1). — P. 1—240.
- Räsänen, V. Das System der Flechten // Acta botanica fennica. — 1943. — Vol. 33. — P. 1—82.
- Räsänen, V. Suomen jäkäläkasvio. — Kuopio, 1951. — 158 p.

## Виды, названные именем В. Рясянена
- Raesaeniniolichen Tomas. & Cif., 1952 — Polyblastia A.Massal., 1852, nom. cons.